# Astrild barbe-rousse
Estrilda rufibarba
Espèce
Statut de conservation UICN

 LC  : Préoccupation mineure
L'Astrild barbe-rousse (Estrilda rufibarba) est une espèce de passereaux appartenant à la famille des Estrildidae.